# Prădător de top

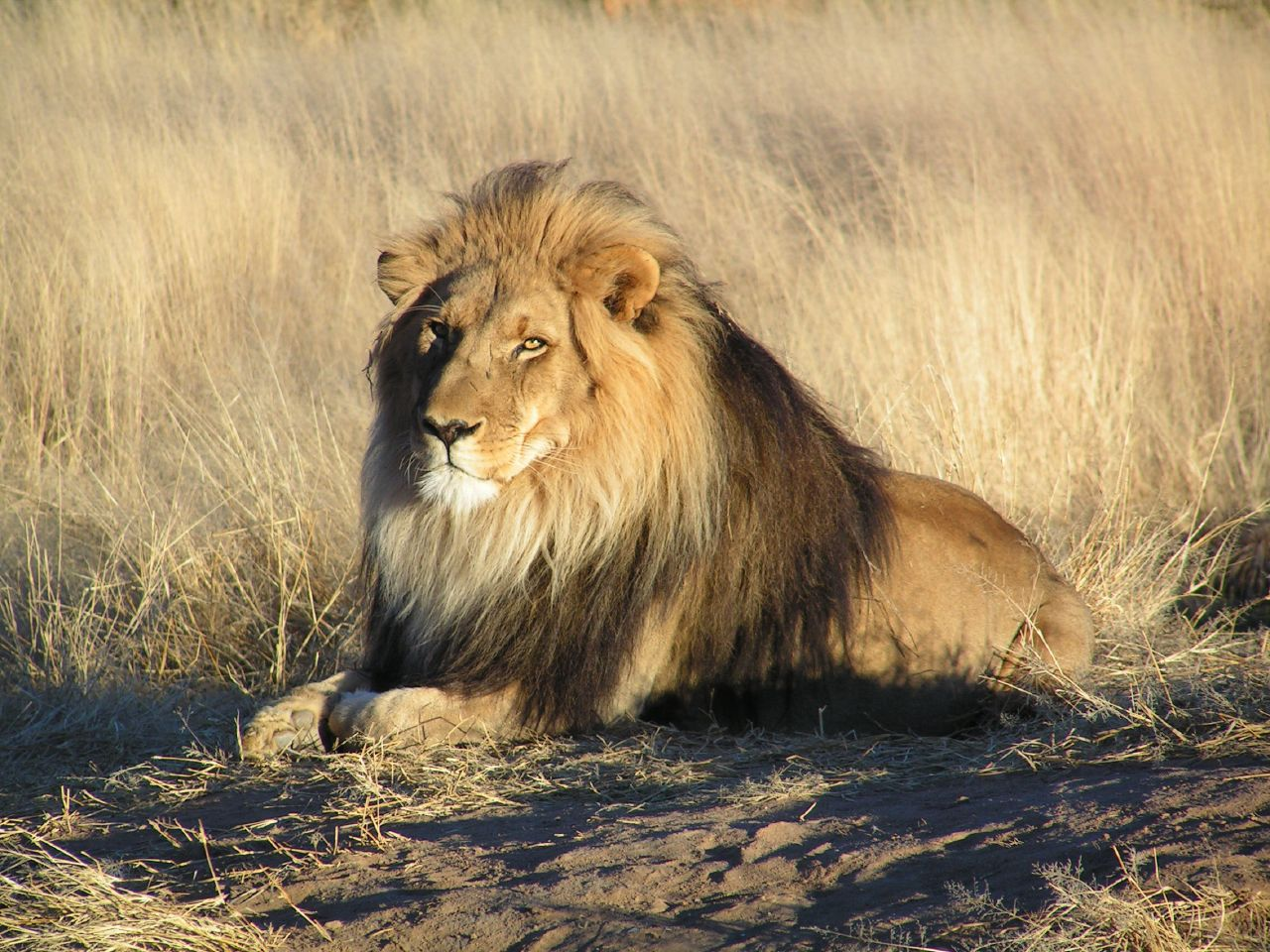
Leul este a doua felină mare ca mărime din lume și prădător de top în Africa.

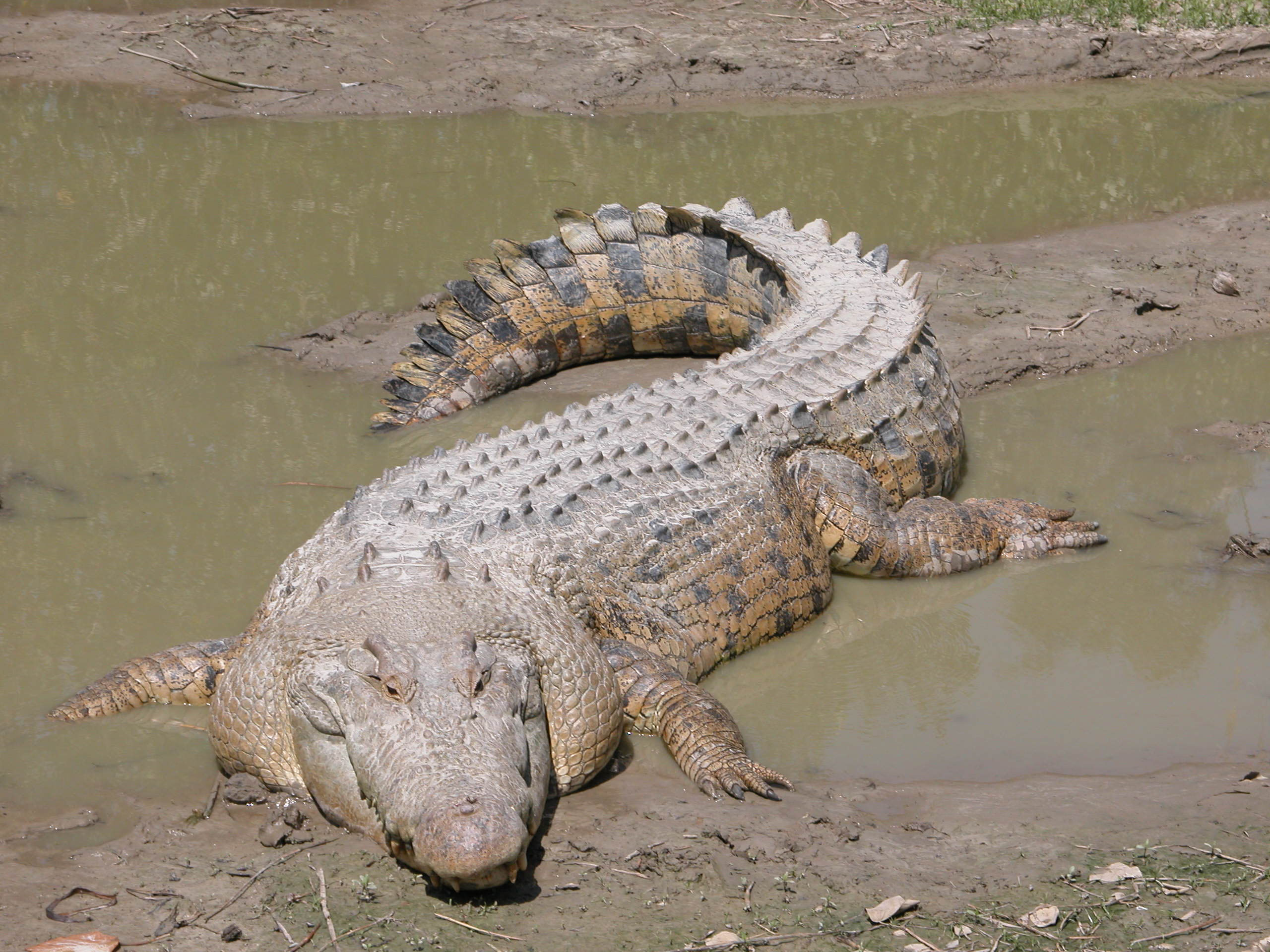
Crocodilul marin este cea mai mare reptilă existentă și prădătorul dominant în întreaga sa zonă.

Marele rechin alb (jos) este un cunoscut prădător marin; cu toate acestea, se știe că orca (balena ucigașă, sus) este și ea unul, chiar și față de rechini. În ciuda faptului că ei coexistă în majoritatea timpului, confruntările pot avea loc în medii de stress când ambele specii concurează pentru resurse limitate.

Un prădător de top, cunoscut și ca prădător de vârf sau superprădător, este un prădător aflat în vârful lanțului trofic, fără prădători naturali proprii.
Prădătorii de top sunt de obicei definiți din punct de vedere al dinamicii trofice, ceea ce înseamnă că ei ocupă cele mai înalte niveluri trofice⁠(d). Lanțurile trofice sunt adesea mult mai scurte pe uscat, de obicei limitate la a consumatorii secundari – de exemplu, lupii pradă mai ales ierbivorele mari (consumatori primari), care la rândul lor se hrănesc cu plante (producători primari). Conceptul de prădător de top este aplicat în managementul faunei sălbatice⁠(d), conservarea mediului⁠(d) și ecoturism.
Prădătorii de top au o istorie evolutivă lungă, datând cel puțin din perioada Cambriană, când animale precum Anomalocaris și Timorebestia⁠(d) dominau mările.
Omul a interacționat timp de multe secole cu alți prădători de top, inclusiv lupul, păsările de pradă și cormoranii pentru a vâna animale, păsări și, respectiv, pești. Mai recent, oamenii au început să interacționeze cu prădătorii de top în moduri noi. Acestea includ interacțiuni prin ecoturism, cum ar fi cu rechinul tigru⁠(d), și prin eforturile de resălbăticire⁠(d), cum ar fi propunerea de reintroducere a râsului iberic.

## Roluri ecologice

### Efectele asupra comunităților

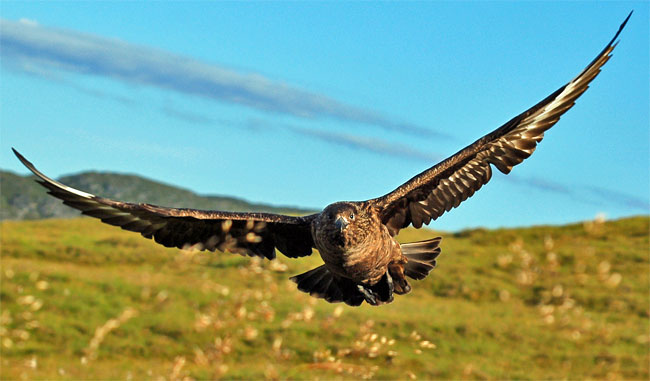
este un prădător de top aerian, și se hrănește cu alte păsări marine, dar le și fură prada.

Prădătorii de top afectează dinamica populației⁠(d) speciilor-pradă și populațiile altor prădători, atât în ecosistemele acvatice, cât și în cele terestre. Peștii răpitori neautohton, de exemplu, au produs uneori devastarea populațiilor unor prădători anteriori dominanți. Un studiu de manipulare a lacurilor a constatat că, atunci când a fost îndepărtat bibanul⁠(d) neautohton, păstrăvul de lac⁠(d), prădătorul de top pe care cel dintâi îl suprimase, și-a diversificat selecția de pradă și și-a crescut nivelul trofic⁠(d). Ca exemplu între animalele de uscat, bursucul, un prădător de top, pradă dar și concurează pentru hrană cu ariciul, un mezoprădător⁠(d), hrana ambilor fiind insectele, mamiferele mici, reptilele, amfibienii și ouăle păsărilor care cuibăresc la sol. Îndepărtarea bursucilor (într-un studiu care a cercetat tuberculoza bovină⁠(d)) a dublat densitatea populației de arici. Prădătorii care exercită control de sus în jos asupra organismelor din comunitatea lor sunt adesea considerați specii cheie⁠(d).

### Efecte asupra ecosistemului
Prădătorii de top pot avea efecte profunde asupra ecosistemelor, atât ca urmare a controlului densității prăzilor, cât și a restricționării prădătorilor mai mici, și pot fi capabili de autoreglare. Ei sunt esențiali pentru funcționarea ecosistemelor, reglarea bolilor și menținerea biodiversității. De exemplu, când a fost introdusă vulpea polară în insulele subarctice, s-a constatat că prădarea de către aceasta a păsărilor marine⁠(d) transformă pășunile⁠(d) în tundră. Astfel de efecte ample asupra nivelurilor inferioare ale unui ecosistem se numesc cascade trofice⁠(d). Îndepărtarea prădătorilor de nivel superior, adesea prin intervenție umană, poate provoca sau perturba cascade trofice. De exemplu, o reducere prin vânare a populației de cașalot, prădător de top cu un nivel trofic fracționat⁠(d) de 4,7, a determinat creșterea populației de calmar mare, cu nivel trofic peste 4 (carnivore care mănâncă alte carnivore). Acest efect, numit eliberarea de mezoprădători⁠(d), apare în ecosistemele terestre și marine; de exemplu, în America de Nord, arealul tuturor supercarnivorelor s-au contractat, în timp ce cele ale 60% dintre mezoprădători au crescut în ultimele două secole.

### Conservare

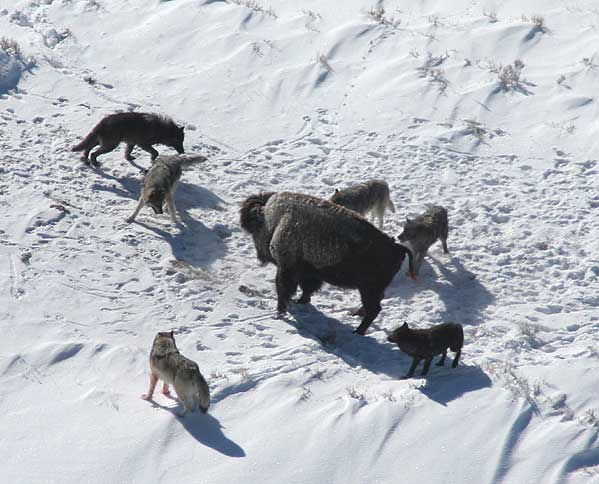
Lupul este atât prădător de top, cât și, care afectează comportamentul prăzii sale și întreg ecosistemul.

Deoarece prădătorii de top au efecte puternice asupra altor prădători, erbivorelor și plantelor, aceștia pot fi importanți în conservarea naturii. Omul au vânat mulți prădători de top până aproape de extincție, dar în unele părți ale lumii acești prădători de top se întorc acum. Sunt din ce în ce mai amenințați de schimbările climatice. De exemplu, ursul polar are nevoie de zone extinse de gheață marină pentru a-și vâna prada, de obicei foci, dar schimbările climatice micșorează aceste ghețuri din Arctica, forțând urșii polari să postească pe uscat pentru perioade din ce în ce mai lungi.
S-au înregistrat schimbări dramatice în ecosistemul Greater Yellowstone⁠(d) după ce lupul cenușiu, care este atât prădător de top, cât și specie cheie⁠(d) (una cu un efect mare asupra ecosistemului său), a fost reintrodus în Parcul Național Yellowstone în 1995 ca măsură de conservare⁠(d). Wapiti, prada principală a lupilor, a devenit mai puțin abundentă și și-a schimbat comportamentul, eliberând zonele riverane⁠(d) de pășunatul constant și permițând extinderea sălciilor și unor specii de plop, creând habitate pentru castori, elani și zeci de alte specii. Pe lângă efectul lor asupra speciilor-pradă, prezența lupilor a afectat și una dintre speciile vulnerabile⁠(d) ale parcului, ursul grizzly: ieșiți din hibernare, după ce nu mâncaseră luni de zile, urșii au ales să caute prada ucisă de lupi, mai ales în timpul toamnei în timp ce se pregăteau să hiberneze din nou. Ursul grizzly fată pui în timpul hibernării, așa că este de așteptat ca aprovizionarea crescută cu hrană să producă o creștere a numărului de pui observați. Și alte zeci de specii, inclusiv vulturi, corbi, coțofene⁠(d), coioți și urși negri au fost au fost observate hrănindu-se cu resturile din prada lupilor.

## Nivelul trofic uman

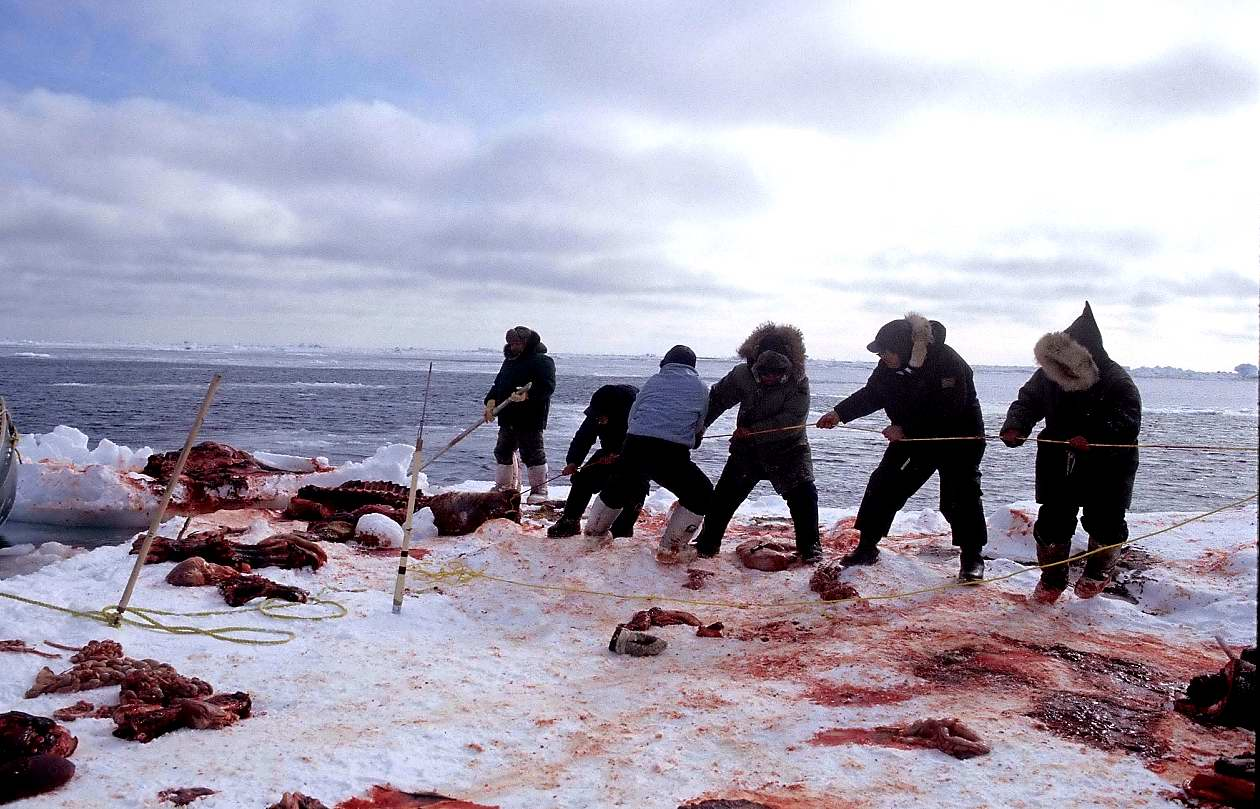
Omul trăiește uneori vânând alte animale pentru hrană și materiale, cum ar fi blană, tendoane și oase, ca în această vânătoare de morse din Arctica, dar statutul de prădător de top al omului este încă dezbătut.

Ecologiștii dezbat dacă omul este un prădător de top. De exemplu, Sylvain Bonhommeau și colegii săi au susținut în 2013 că în rețeaua trofică globală, nivelul trofic fracționat al omului (HTL) poate fi calculat ca nivelul trofic mediu al fiecărei specii din alimentația umană, ponderat cu proporția pe care o formează respectiva specie în alimentație. Această analiză oferă un HTL mediu de 2,21, variabil între 2,04 (pentru Burundi, unde 96,7% din alimentația omului este formată din plante) și 2,57 (pentru Islanda, unde se consumă 50% carne și pește, și 50% plante). Aceste valori sunt comparabile cu cele ale prădătorilor care nu sunt prădători de top, cum ar fi hamsia sau porcul.
Cu toate acestea, Peter D. Roopnarine a criticat abordarea lui Bonhommeau în 2014, susținând că oamenii sunt prădători de top și că HTL se bazează doar pe agricultura terestră, unde într-adevăr oamenii au un nivel trofic scăzut, hrănindu-se în special cu producători (plante de cultură de nivelul 1) sau consumatori primari (erbivore la nivelul 2), ceea ce, așa cum era de așteptat, plasează oamenii la un nivel ușor peste 2. Roopnarine a calculat în schimb poziția oamenilor în două ecosisteme marine, un recif de corali din Caraibe și sistemul Benguela⁠(d) de lângă Africa de Sud. În aceste sisteme, oamenii mănâncă în principal pești răpitori și au un nivel trofic fracționat de 4,65 și, respectiv, 4,5, ceea ce, în viziunea lui Roopnarine, îi face pe acești oameni să devină prădători de top.
În 2021, Miki Ben-Dor și colegii săi au comparat biologia umană cu cea a animalelor la diferite niveluri trofice. Folosind metrici diverse, precum utilizarea instrumentelor și aciditatea stomacului, ei au ajuns la concluzia că oamenii au evoluat ca prădători de top, diversificându-și alimentația ca răspuns la dispariția majorității megafaunei care fusese cândva sursa lor principală de hrană.

## Istoria evolutivă

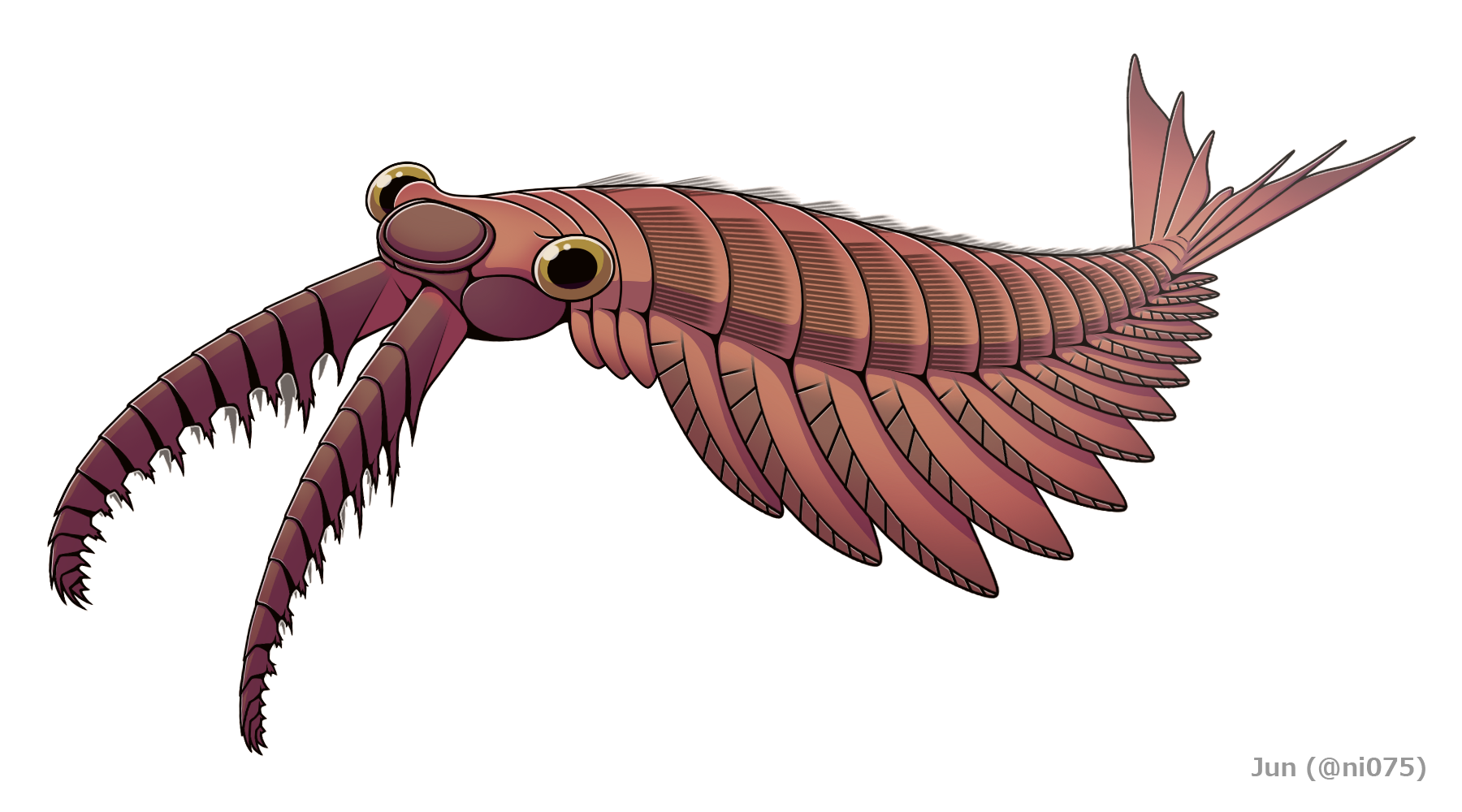
Anomalocaris a fost un prădător de top al mărilor în Cambrian.

Se crede că prădătorii de top există cel puțin din Cambrian, cu aproximativ 500 de milioane de ani în urmă. Nu se poate determina direct dacă o specie dispărută a fost vreodată prădător de top, deoarece comportamentul lor nu poate fi observat, iar indiciile privind relațiile ecologice, cum ar fi urmele de mușcături pe oase sau scoici, nu formează o imagine completă. Cu toate acestea, sunt sugestive unele dovezi indirecte, cum ar fi absența oricărui prădător perceptibil într-un mediu. Anomalocaris a fost un prădător de top acvatic, în Cambrian. Părțile bucale sunt în mod clar ale unui prădător și nu existau animale mai mari în mări la acea vreme.
Se presupune că dinozaurii teropozi carnivori, inclusiv Allosaurus și Tyrannosaurus ar fi fost prădători de top, pe baza dimensiunii, morfologiei și nevoilor lor alimentare.
A fost descoperit un rechin din permian, Triodus sessilis⁠(d), care conținea doi amfibieni (Archegosaurus decheni⁠(d) și Cheliderpeton latirostre⁠(d)), dintre care unul consumase un pește, Acanthodes bronni⁠(d), ceea ce arată că rechinul trăia la un nivel trofic de cel puțin 4.
Printre fosilele mai recente, felinele cu dinți-sabie, precum Smilodon, sunt considerate a fi prădători de top ai Cenozoicului.

## Interacțiunea cu omul

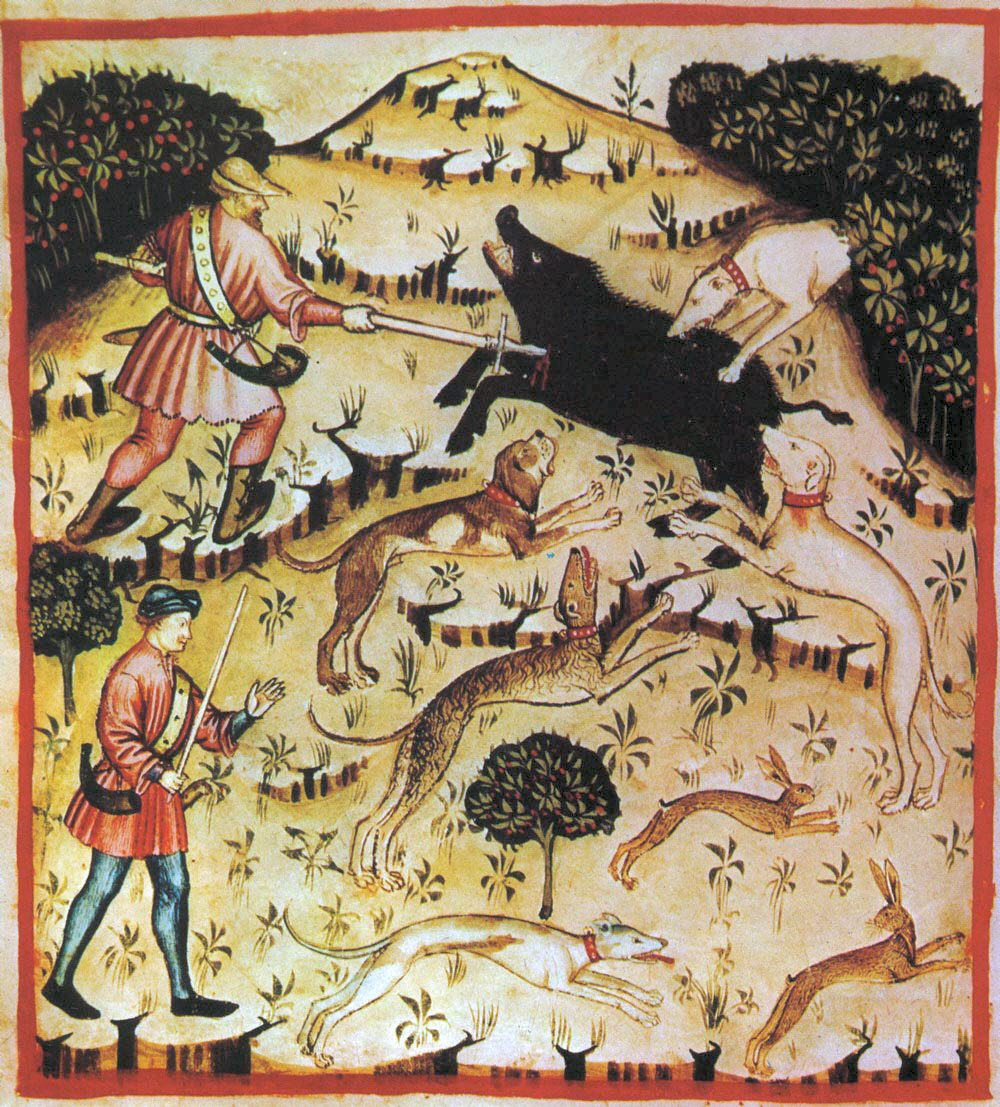
Câinii au fost folosiți la vânătoare de multe milenii, ca în această ilustrație franceză din secolul al XIV-lea a unei vânători de mistreți.

### Vânatul
Omul a vânat cu prădători de top sub forma lupului și, mai târziu, cu câini domestici, timp de 40.000 de ani; această colaborare ar fi putut ajuta oamenii moderni să-i concureze cu succes pe neanderthalieni. Omul încă vânează cu câini, care au fost deseori crescuți drept câini de vânătoare⁠(d), ca să arate, să scoată la iveală sau să aducă prada⁠(d). Câinele de apă portughez⁠(d) a fost folosit pentru a împinge peștii în plase. Mai multe rase de câini au fost folosite pentru a urmări pradă mare, cum ar fi căprioarele⁠(d) și lupii.
Vulturii și șoimii, care sunt prădători de top, sunt și ei folosiți în falconerie, pentru vânatul altor păsări sau mamifere. Cormoranii legați, și ei prădători de top, au fost folosiți pentru a prinde pești⁠(d).

### Ecoturism

sunt subiecte populare de ecoturism, dar ecosistemele lor pot fi afectate de hrana oferită pentru a-i atrage.

Ecoturismul se bazează uneori pe prădători de top pentru a atrage clienți. Operatorii de turism pot decide, în consecință, să intervină în ecosisteme, de exemplu prin furnizarea de hrană pentru a atrage prădătorii în zone care pot fi vizitate în mod convenabil. Acest lucru, la rândul său, poate avea efecte asupra populației de prădători și, prin urmare, asupra ecosistemului mai larg. Ca urmare, aprovizionarea unor specii precum rechinul tigru⁠(d) este controversată, dar efectele sale nu sunt bine stabilite de dovezi empirice. Printre alți prădători de top afectați se numără felinele mari⁠(d) și crocodilii.

### Resălbăticirea

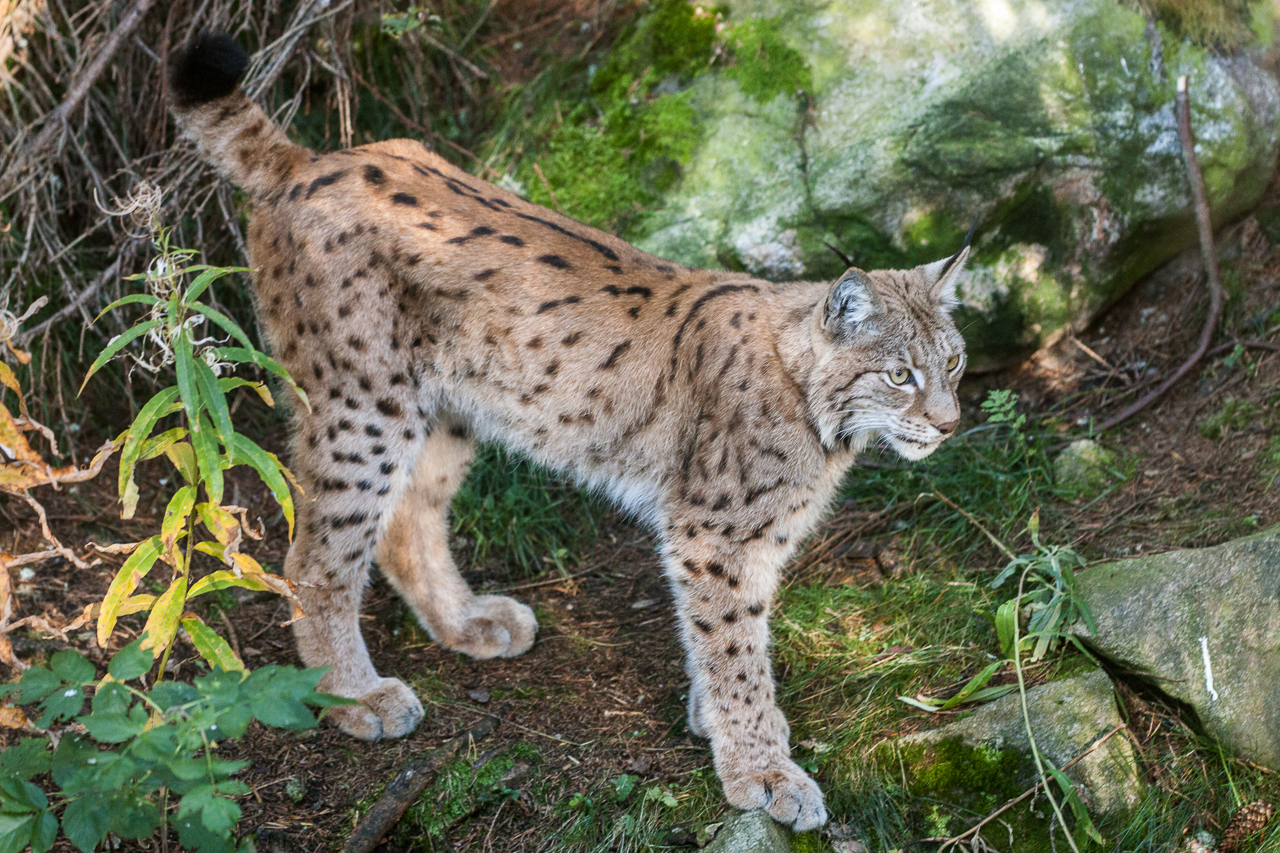
Reintroducerea prădătorilor precum râsul este atractivă pentru conservaționiști, dar alarmantă pentru fermieri.

În unele zone dens populate, cum ar fi Insulele Britanice, toți prădătorii nativi mari, cum ar fi lupul, ursul, jderul și râsul, au fost exterminați⁠(d), permițând erbivorelor precum căprioarele să se înmulțească necontrolat, cu excepția vânătorii. În 2015, s-au făcut planuri pentru a reintroduce râsul în comitatele Norfolk, Cumbria și Northumberland din Anglia și Aberdeenshire din Scoția, ca parte a mișcării pentru resălbăticire⁠(d). Reintroducerea prădătorilor mari este controversată, în parte din cauza îngrijorării fermierilor pentru efectivele⁠(d) lor. Ecologiști precum Paul Lister propun, în schimb, să permită lupilor și urșilor să-și vâneze prada într-un „mediu gestionat” în rezervații mari îngrădite; aceasta subminează însă obiectivul resălbăticirii.